# 小寺勝之
小寺 勝之（こでら かつゆき）は、日本のアニメーション演出家、アニメーション監督。こでら かつゆき名義で、多数のアニメ作品の絵コンテに携わっている。
ブルース研究家としての一面も持つ。

## 参加作品

### 監督
2000年
- Sci-Fi HARRY

2002年
- ボンバーマンジェッターズ（2002年 - 2003年）

### 絵コンテ
1993年
- 魔物ハンター妖子スーパーミュージッククリップ

1994年
- D・N・A² 〜何処かで失くしたあいつのアイツ〜 ※一部で演出も担当

1995年
- あずきちゃん（1995年 - 1998年）※一部で演出も担当

1998年
- TRIGUN

1999年
- 臣士魔法劇場 リスキー☆セフティ
- 課長王子 ※演出も担当

2000年
- ごぞんじ!月光仮面くん
- ニャニがニャンだーニャンダーかめん（2000年 - 2001年）※一部で演出も担当。

2001年
- X -エックス-
- ココロ図書館
- 学園戦記ムリョウ

2002年
- ぱにょぱにょデ・ジ・キャラット
- アクエリアンエイジ Sign for Evolution
- 満月をさがして（2002年 - 2003年）

2003年
- スフィアーズ
- SPACE PIRATE CAPTAIN HERLOCK ※演出も担当

2004年
- 今日からマ王!（2004年 - 2006年）
- 魔法少女リリカルなのは
- 北へ。〜Diamond Dust Drops〜
- ゆめりあ
- 神無月の巫女
- ジパング（2004年 - 2005年）

2005年
- がぁーでぃあんHearts ぱわ～あっぷ!
- トリニティ・ブラッド
- 創聖のアクエリオン
- あまえないでよっ!!
- ああっ女神さまっ
- かみちゅ!
- ノエイン もうひとりの君へ
- 銀牙伝説WEED
- SoltyRei（2005年 - 2006年）
- 地獄少女（2005年 - 2006年）

2006年
- あまえないでよっ!! 喝!!
- 女子高生 GIRL'S-HIGH
- ああっ女神さまっ それぞれの翼
- プリンセス・プリンセス
- ちょこッとSister
- BALDR FORCE EXE RESOLUTION

2007年
- のだめカンタービレ
- 月面兎兵器ミーナ
- 恋する天使アンジェリーク〜かがやきの明日〜
- sola
- DARKER THAN BLACK -黒の契約者-
- ハヤテのごとく!（2007年 - 2008年）
- 大江戸ロケット
- 風のスティグマ
- School Days

2008年
- 絶対可憐チルドレン
- クリスタル ブレイズ
- 狂乱家族日記
- 西洋骨董洋菓子店 〜アンティーク〜
- あかね色に染まる坂

2009年
- 明日のよいち!
- クロスゲーム（2009年 - 2010年）
- タユタマ -Kiss on my Deity-
- メタルファイト ベイブレード（2009年 - 2010年）
- よくわかる現代魔法
- プリンセスラバー!
- けんぷファー

2010年
- おおかみかくし
- メタルファイト ベイブレード 爆
- 閃光のナイトレイド
- えむえむっ!
- 刀語

2011年
- お兄ちゃんのことなんかぜんぜん好きじゃないんだからねっ!!
- ああっ女神さまっ いつも二人で
- ジュエルペット サンシャイン
- メタルファイト ベイブレード 4D
- 戦国乙女〜桃色パラドックス〜
- R-15
- 真剣で私に恋しなさい!!

2012年
- ハイスクールD×D
- 松本零士「オズマ」
- 坂道のアポロン
- つり球
- はぐれ勇者の鬼畜美学
- 銀河へキックオフ!!
- トータル・イクリプス
- マギ
- イナズマイレブンGO クロノ・ストーン

2013年
- 頭文字D Fifth Stage
- 銀河機攻隊 マジェスティックプリンス
- LINE TOWN
- ハイスクールD×D NEW
- 世界でいちばん強くなりたい!
- ガイストクラッシャー
- 俺の脳内選択肢が、学園ラブコメを全力で邪魔している

2014年
- となりの関くん
- 未確認で進行形
- 健全ロボ ダイミダラー
- 普通の女子校生が【ろこどる】やってみた。
- 精霊使いの剣舞
- レディ ジュエルペット
- 失われた未来を求めて

2015年
- 聖剣使いの禁呪詠唱
- 冴えない彼女の育てかた
- 魔法少女リリカルなのはViVid
- 空戦魔導士候補生の教官
- プリパラ

2016年
- だがしかし
- ナースウィッチ小麦ちゃんR
- ディバインゲート
- 僕のヒーローアカデミア
- 初恋モンスター
- エンドライド
- タイムボカン24
- ステラのまほう

2017年
- チェインクロニクル 〜ヘクセイタスの閃〜
- Rewrite
- 覆面系ノイズ
- カブキブ!
- 異世界食堂
- コンビニカレシ
- バトルガール ハイスクール
- TSUKIPRO THE ANIMATION
- クラシカロイド

2018年
- ミイラの飼い方
- デスマーチからはじまる異世界狂想曲
- サンリオ男子
- ニル・アドミラリの天秤
- 覇穹 封神演義
- すのはら荘の管理人さん
- 俺が好きなのは妹だけど妹じゃない

2019年
- サークレット・プリンセス
- えんどろ〜!
- エガオノダイカ
- 群青のマグメル
- この世の果てで恋を唄う少女YU-NO
- ナカノヒトゲノム【実況中】
- 異世界チート魔術師
- 私、能力は平均値でって言ったよね!

2020年
- number24
- アサティール 未来の昔ばなし（未来パート）
- 乙女ゲームの破滅フラグしかない悪役令嬢に転生してしまった…
- 継つぐもも
- おちこぼれフルーツタルト

2021年
- パワフルプロ野球 パワフル高校編
- ぼくたちのリメイク
- 精霊幻想記
- さんかく窓の外側は夜

2022年
- CUE!
- シャドウバースF
- BIRDIE WING -Golf Girls' Story-
- 4人はそれぞれウソをつく

2023年
- The Legend of Heroes 閃の軌跡 Northern War
- 勇者が死んだ!
- Opus.COLORs
- 好きな子がめがねを忘れた
- デキる猫は今日も憂鬱

2024年
- Re:Monster
- HIGHSPEED Étoile
- 神は遊戯に飢えている。

2025年
- ゴリラの神から加護された令嬢は王立騎士団で可愛がられる
- まったく最近の探偵ときたら